# تصريع

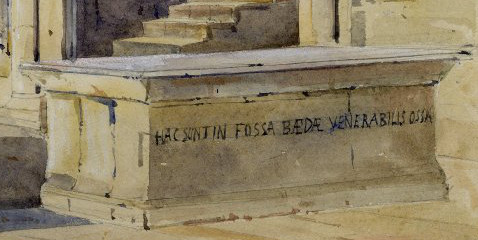
لوحة مائية لأغسطس هير تظهر النقش اللاتيني على قبر بيدي في كنيسة الجليل بكاتدرائية دورهام.

التصريع أو القافية الليونينية هو نوع من الشعر يعتمد على القافية الداخلية، ويشيع استخدامه في الشعر اللاتيني في العصور الوسطى الأوربية. يُنسب اختراع مثل هذه القوافي الواعية الغريبة عن الشعر اللاتيني القديم تقليديًا إلى الراهب الملفق ليونيوس، الذي من المفترض أنه مؤلف تاريخ العهد القديم (Historia Sacra) المحفوظ في المكتبة الوطنية في باريس . من الممكن أن يكون ليونيوس هذا هو نفس شخص ليونين، وهو موسيقي بندكتي من القرن الثاني عشر، وفي هذه الحالة لن يكون هو المخترع الأصلي لهذا الشكل.

## في العربية
أن تكون قافية الشطر الثاني هي نقس قافية الشطر الأول، مثال ذلك في الشعر العربي قول أبي العتاهية في مزدوجته: